# La gavotta
La gavotta è un singolo di Franco & Ciccio, pubblicato nel 1968 dalla Carosello.
È il quarto pubblicato dai comici palermitani e rientra nel periodo d'oro in cui furono presenti al cinema, nella musica e anche nei fumetti.